# Sergej Vasiljevič Lebedev
Sergej Vasiljevič Lebedev (rusko Сергей Васильевич Лебедев), ruski kemik, izumitelj in akademik, * 13. julij 1874, Lublin, Kongresna Poljska, Rusko cesarstvo, † 2. maj 1934, Leningrad, Sovjetska zveza.
Lebedev je bil izumitelj polibutadiena, s čimer je pripomogel k danes znani industrijski proizvodnji sintetičnega kavčuka.

## Življenje

### Otroštvo in izobrazba
Lebedev se je rodil kot tretji otrok v družini. Njegova mama se je pri 16 letih poročila z njegovim očetom, učiteljem ruske književnosti, ki je kasneje postal duhovnik. Pri devetih letih se je Lebedev, po smrti svojega očeta, s svojo materjo preselil v Varšavo, kjer je Lebedev začel obiskovati gimnazijo. 
Po končani varšavski gimnaziji leta 1895, je Lebedev nadaljeval šolanje na Fakulteti za matematiko in fiziko na univerzi v Sankt Peterburgu, kjer je študiral organsko kemijo. Leta 1899 se je Lebedev začel aktivno udeleževati političnih shodov in stavk. Na eni od stavk so ga aretirali in poslali v zapor. Po treh dneh so ga izpustili pod pogojem, da zapusti Sankt Peterburg, vendar je že jeseni istega leta dobil dovoljenje, da se lahko vrne v mesto in nadaljuje šolanje na univerzi.

### Znanstvena kariera
Leta 1900 je Lebedev diplomiral na Fakulteti za matematiko in fiziko in začel poučevati fiziko na srednjih šolah. Dve leti po končani fakulteti se je Lebedev zaposlil kot laborant za tehnično in analitično kemijo na Državni univerzi v Sankt Peterburgu. Večino svojega časa je posvetil raziskovanju nenasičenih ogljikovodikov in polimerizaciji divinilnih ogljikovodikov, o čemer je leta 1913 tudi napisal in zagovarjal svojo doktorsko disertacijo, za katero je prejel nagrado in zlato medaljo Ruske akademije znanosti. Istega leta je bil Lebedev izvoljen za docenta na univerzi v Sankt Peterburgu, dve leti kasneje pa je začel kot profesor poučevati kemijo na Ženskem pedagoškem inštitutu.
Leta 1917 je začel kot profesor kemije poučevati na Akademiji za vojaško medicino v Sankt Peterburgu. Tam je nadaljeval svoje študije o nenasičenih spojinah, s poudarkom na polimerizaciji in hidrogeniranju.
Med prvo svetovno vojno je začel raziskovati sestavo nafte. Tako je leta 1925 organiziral naftni laboratorij na Univerzi v Leningradu, kjer je uspel dokazati nastanek dietilnih spojin ogljikovodikov ob pirolizi nafte, kot je to opisal že v svojih prejšnjih študijah.
Med leti 1926 in 1928 je razvil učinkovito metodo pridobivanja sintetičnega kavčuka in proizvajanja polibutadiena iz etanola. Leta 1928 je s pomočjo svoje metode začel z industrijsko proizvodnjo sintetičnega kavčuka iz polimerizacije butadiena ob prisotnosti natrija. Čeprav se je guma iz sintetičnega kavčuka po svoji strukturi močno razlikovala od naravne gume, je bila njena uporaba vseeno zelo razširjena.
Med letoma 1932 in 1933 so se tako odprle prve tri tovarne za proizvodnjo sintetičnega kavčuka. Za proizvodnjo butadiena, ki je bil osnova za pridobivanje sintetičnega kavčuka, so uporabljali alkohol, pridobljen iz krompirja. Sovjetska zveza je bila do leta 1940 vodilna v proizvodnji sintetičnega kavčuka in gume. Na leto so proizvedli več kot 50.000 ton sintetičnega kavčuka, iz katerega so proizvajali tudi avtomobilske pnevmatike. Med drugo svetovno vojno je Lebedevo metodo proizvajanja sintetičnega kavčuka zaradi njene učinkovitosti prevzela tudi nemška industrija.

### Zadnja leta življenja
Leta 1932 je Lebedev postal član Akademije znanosti, leto kasneje pa je zapustil Akademijo za vojaško medicino v Sankt Peterburgu, kjer je poučeval kemijo. 
2. maja 1934 je Lebedev umrl doma zaradi tifusa. Pokopan je na pokopališču Lavra Aleksandra Nevskega v Sankt Peterburgu v Nekropoli umetnikov. 

## Znanstvene raziskave

### Sinteza divinila iz etilnega alkohola
Lebedev poskus sintetiziranja divinila iz etilnega alkohola je temeljila na dehidraciji alkohola.
Ta metoda pridobivanja divinila iz etilnega alkohola je bila osnova za industrijsko proizvodnjo sintetičnega kavčuka v Sovjetski zvezi. Leta 1931 je bil Lebedev za svoje odkritje odlikovan z Leninovim redom, za izjemne zasluge pri reševanju problema pridobivanja sintetične gume.

### Raziskave na področju kemije in nafte
Lebedev je s pomočjo pirolize nafte postavil temelje za proizvodnjo toluena. Veliko časa je posvetil preučevanju reakcije katalitskega hidrogeniranja nenasičenih ogljikovodikov. 

### Preučevanje strukture sintetičnega kavčuka
Lebedev je bil eden izmed prvih, ki je s pomočjo metode ozoniranja preučil strukture divinilnega termopolimera in ugotovil, da makromolekule termopolimerov vsebujejo zrno, ki je zelo podobno zrnu naravnega kavčuka, in tudi določil produkte, ki nastanejo pri razgradnji gume. 